# 教員資格認定試験
教員資格認定試験（きょういんしかくにんていしけん）とは、文部科学省（2018年以降の事務は教職員支援機構）、または文部科学省が委嘱する大学が実施する教員資格の認定試験のことである。合格者には試験の種類に応じた教諭の普通免許状が授与される。教育職員免許法第16条に定めがあり、授与申請も同条の規定に沿って各都道府県に行う形となる。

## 概要
教員資格認定試験（以下「認定試験」）の制度は、教職課程を修了していなくても教員としての資質、能力を有する者に教員免許を与える機会を開くためのもので、「広く一般社会に人材を求め、教員の確保を図る」ことが目的となっている。
現在、教員資格認定試験規程（文部科学省令）には、
- 幼稚園教員資格認定試験
- 小学校教員資格認定試験
- 高等学校教員資格認定試験
- 特別支援学校教員資格認定試験

が定められている（中学校の学校種はない）。そのうち、現在、「幼稚園教員資格認定試験」「小学校教員資格認定試験」「高等学校教員資格認定試験（情報科）」の3学校種の試験が行われている。
認定試験の合格者は試験の実施機関より授与される合格証書を元に、居住地の都道府県の教育委員会に申請を行うことで普通免許状が授与される。
免許状取得後は、教職課程の修了者と同様に教員採用試験を受験できることはもちろん、常勤・非常勤講師として採用されることも可能である。また、認定試験に合格する前であっても、免許状の「取得見込み」（認定試験の合格見込み）の条件で採用試験の受験が可能となっている教育委員会もある（この場合、認定試験が不合格になると採用試験の結果は取り消される）。
| 種類                      | 区分 | 受験資格                                              | 科目・種目         | 備考                                      |
| ------------------------- | ---- | ----------------------------------------------------- | ------------------ | ----------------------------------------- |
| 幼稚園教諭                | 二種 | 高卒・20歳以上かつ、 保育士として3年以上の 実務経験者 | －                 | 実施中                                    |
| 小学校教諭                | 二種 | 高卒・20歳以上                                        | 全科               | 実施中 2020年から試験日数を変更           |
| 高等学校教諭              | 一種 | 高卒・22歳以上かつ、 指定国家試験の合格者             | 11科目（一部領域） | 実施中 2024年から情報を再開               |
| 特別支援学校 自立活動教諭 | 一種 | 高卒・22歳以上                                        | 4種目              | 2024年以降休止 旧特殊教育教員資格認定試験 |

教育事情や教育環境の変化に伴い試験の休止、再開、日程、会場等の変更が頻繁に行われているので、最新の受験案内を確認すること。

### 試験の沿革[5]
- 1964年 高等学校（柔道、剣道、計算実務）開始
- 1973年 小学校開始、特殊教育（聴覚障害、肢体不自由、言語障害）開始、高等学校（看護、インテリア）追加
- 1974年 高等学校（デザイン）追加
- 1975年 高等学校（建築）追加
- 1989年 特殊教育（視覚障害）追加
- 1994年 高等学校（情報技術、情報処理）追加
- 2000年 高等学校（情報、福祉）追加、特殊教育を特別支援（自立活動4種）に名称変更
- 2004年 高等学校休止
- 2005年 幼稚園開始
- 2018年 試験事務が教職員支援機構へ移される
- 2020年 小学校の試験内容を見直し（試験日数の削減）
- 2024年 特別支援休止、高等学校（情報）再開

## 試験の内容
学習指導要領及び学習指導要領解説は文部科学省が告示する最新版から出題される。

### 幼稚園教員資格認定試験
幼稚園教員資格認定試験とは、幼稚園教諭二種免許状の授与を受けるための資質を認定するための試験のことである。
規制改革推進3か年計画（平成15年3月28日閣議決定）を踏まえ、幼稚園と保育所の連携を一層促進する観点から保育士として3年以上の実務を有する経験者が幼稚園教諭免許状を取得する方策として実施されている試験である。
2005年から新設された試験である。
平成26年度からの実施内容
- 1次試験
  - 教職に関する科目（I）
  - 教職に関する科目（II）
- 2次試験
  - 教職に関する科目（III）
  - 指導案の作成に関する試験

平成17～25年度の実施内容
- 1次試験
  - 一般教養科目
  - 教職に関する科目（I）
  - 教職に関する科目（II）
- 2次試験
  - 教職に関する科目（III）
  - 指導案の作成に関する試験

### 小学校教員資格認定試験
小学校教員資格認定試験とは、小学校教諭二種免許状の授与を受けるための資質を認定するための試験のことである。
教員の人手不足等の教育事情の変化に対応し、従来から行われていたピアノ演奏や器械体操などの実技試験を廃止するとともに試験日数を削減するなど、2020年から受験者の負担を軽減する見直しが行われた
。
令和2年度以降の実施内容
- 1次試験
  - 教科及び教職に関する科目（I）…教育職員免許法施行規則第3条第1項表における「教育の基礎的理解に関する科目」及び「道徳，総合的な学習の時間等の指導法及び生徒指導，教育相談等に関する科目」に関する専門的事項。教員採用試験の教職教養試験のようなものでやや難易度は高め。
  - 教科及び教職に関する科目（II）…外国語 （英語）を含む10教科から6教科を選択。ただし、6教科中、図画工作、音楽、体育の中から2教科以上を必ず含めなければならない。
  - 教科及び教職に関する科目（III）…論述問題。外国語 （英語）を含む10教科から1教科選択。
  - 教科及び教職に関する科目（Ⅳ）…論述問題。教職への理解及び意欲，児童理解，実践的指導力等，小学校教員として必要な能力等の全般に関する事項。
- 2次試験
  - 1次試験通過者を対象として実施され、教職への理解及び意欲，小学校教員として必要な実践的指導力に関する事項について指導案作成，模擬授業，グループ討議及び課題論文作成等により小学校における指導実践に関して審査される。

令和元年度の実施内容
- 1次試験
  - 教科及び教職に関する科目（I）…教育職員免許法施行規則第3条第1項表における「教育の基礎的理解に関する科目」及び「道徳，総合的な学習の時間等の指導法及び生徒指導，教育相談等に関する科目」に関する専門的事項。教員採用試験の教職教養試験のようなものでやや難易度は高め。
  - 教科及び教職に関する科目（II）…外国語 （英語）を含む10教科から6教科を選択。ただし、6教科中、「教職に関する科目（IV）」で受験を希望する2教科（図画工作、音楽、体育のなかから最低2教科をあらかじめ選択）を必ず含めなければならない。
- 2次試験
  - 教科及び教職に関する科目（III）…論述問題。外国語 （英語）を含む10教科から1教科選択。
  - 教科及び教職に関する科目（IV）…実技試験。図画工作、音楽、体育の中から2教科を選択。
  - 口述試験
- 指導の実践に関する事項に係る試験
  - 2次試験通過者を対象として実施され、実技試験等により小学校における指導実践に関して審査される。ただし、教育職員免許状をすでに授与されたものなどは免除対象となるため、2次試験合格を以って教員資格認定となる（「3次試験」と称さないのはこのため）。

平成26～30年度までの実施内容
- 1次試験
  - 教職に関する科目（I）
  - 教職に関する科目（II）…9教科から6教科を選択。ただし、6教科中、「教職に関する科目（III）」で受験を希望する2教科（図画工作、音楽、体育のなかから最低2教科をあらかじめ選択）を必ず含めなければならない。
- 2次試験
  - 教科に関する科目…論述問題。9教科から1教科選択。
  - 教職に関する科目（III）…実技試験。図画工作、音楽、体育の中から2教科を選択。
  - 口述試験
- 指導の実践に関する事項に係る試験
  - 2次試験通過者を対象として実施され、実技試験等により小学校における指導実践に関して審査される。ただし、教育職員免許状をすでに授与されたものなどは免除対象となるため、2次試験合格を以って教員資格認定となる（「3次試験」と称さないのはこのため）。

平成25年度までの実施内容
- 1次試験
  - 一般教養科目
  - 教職に関する科目（I）
  - 教職に関する科目（II）…9教科から6教科を選択。ただし、6教科中、「教職に関する科目（III）」で受験を希望する2教科（図画工作、音楽、体育のなかから最低2教科をあらかじめ選択）を必ず含めなければならない。
- 2次試験
  - 教科に関する科目…論述問題。9教科から1教科選択。
  - 教職に関する科目（III）…実技試験。3教科中2教科を選択。
  - 口述試験
- 指導の実践に関する事項に係る試験
  - 2次試験通過者を対象として実施され、実技試験等により小学校における指導実践に関して審査される。ただし、教育職員免許状をすでに授与されたものなどは免除対象となるため、2次試験合格を以って教員資格認定となる（「3次試験」と称さないのはこのため）。

### 高等学校教員資格認定試験
高等学校教員資格認定試験とは、高等学校教諭一種免許状の授与を受けるための資質を認定するための試験である。
2024年から情報が再開されている。
過去には、看護、情報、福祉、柔道（保健体育の一部領域）、剣道（保健体育の一部領域）、情報技術（工業の一部領域）、建築（工業の一部領域）、インテリア（工業の一部領域）、デザイン（工業の一部領域）、情報処理（商業の一部領域）、計算実務（商業の一部領域）の免許について試験が行われていたが、2004年からは特別免許状の活用との名目で全ての教科・科目の試験が休止されていた。
なお、休止されている試験のうち、看護、情報、福祉に関しては、実習を担任する教諭（実習教諭）の普通免許状を、教育職員検定（教育委員会が実施）に合格することで取得することも可能である。所要資格は、実習に係る実業に関する学科を専攻して学士の学位を有し、一年以上その学科に関する実地の経験を有する者などとなっている。

### 特別支援学校教員資格認定試験
特別支援学校教員資格認定試験とは、特別支援学校自立活動教諭一種免許状（視覚障害教育）、特別支援学校自立活動教諭一種免許状（聴覚障害教育）、特別支援学校自立活動教諭一種免許状（肢体不自由教育）または特別支援学校自立活動教諭一種免許状（言語障害教育）の授与を受けるための資質を認定するための試験のことである。
なお、試験の実施種目により隔年実施されているものもある。
2006年、特別支援学校制度の創設によって、それまでの「特殊教育教員」という資格名称は「特別支援学校教員」と改められた。
2024年（令和6年度）から試験を休止している。
平成26年度からの実施内容
- 1次試験
  - 教職に関する科目
  - 自立活動に関する科目（I）
- 2次試験
  - 自立活動に関する科目（II）
  - 自立活動に関する科目（III）
  - 口述試験

平成25年度までの実施内容
- 1次試験
  - 一般教養科目
  - 教職に関する科目
  - 自立活動に関する科目（I）
- 2次試験
  - 自立活動に関する科目（II）
  - 自立活動に関する科目（III）
  - 口述試験

## 試験の免除
令和元年度試験までは次の条件を満たす場合に科目ごとに試験の全部または一部が免除された。(令和２年度より教員免許保持者に対する科目免除は廃止。また実技試験も廃止。)
一般教養科目
大学（小学校教員資格認定試験または幼稚園教員資格認定試験の場合は、短期大学でもよい）を卒業している場合、は、この科目が免除されていた。また、小学校教員資格認定試験と幼稚園教員資格認定試験に限り、大学に2年以上在学し、かつ、62単位以上を修得した者または、高等専門学校を卒業した者もこの科目が免除されていた。
ただし、前述のように平成25年度の教員資格認定試験をもって一般教養科目の試験は、廃止された(つまり全員免除)。
教職に関する科目（一次試験のみ）
前年度の一次試験に合格していれば免除される。したがって、前年度一次試験合格者は二次試験からの受験でよい。
ただし、小学校教員資格認定試験の場合は平成24年度からこの一次試験免除制度は無くなった為、全員が一次試験を受けなければならない。
特別支援学校自立活動の試験(二次では当該科目の設定はない)の場合は、小・中・高の免許状ないしは受験領域以外の特別支援学校自立教科の免許状を授与されている場合は免除となる。
教科に関する科目
当該分野に関連した資格（実施要綱で指定されたもの）を取得している場合、この科目の一部が免除される。
自立活動に関する科目（特別支援学校教員）
Iについては、特別支援学校自立教科（受験領域とは別の領域）の免許状を授与された者は免除となる。
IIIについては、言語聴覚士等の有資格者は、免許状の種類の関連教育分野にかかわる科目が免除される。
教職及び教職に関する科目（IV）または平成30年度までの教職に関する科目（III）
幼稚園教諭の普通免許状を有する者に対しては、試験の全部が免除となった。
音楽の教科についての中学校または高等学校の教諭の普通免許状を有する者は、音楽の試験を免除した。
美術の教科についての中学校教諭の普通免許状または、美術ないしは工芸の教科についての高等学校の教諭の普通免許状を有する者は、図画工作の試験を免除した。
保健体育の教科についての中学校または高等学校の教諭の普通免許状を有する者は、体育の試験を免除した。
口述試験
いずれかの教育職員免許状を授与された者は、免除された。
指導の実践に関する事項に係る試験（小学校の場合）
教育職員免許状を授与された者、ないしは、当該試験の2週間前までに2単位以上の教育実習の受講済みの証明が提出できるもの、あるいは3年以上の教員経験を有する者のいずれかに該当する場合は、免除となった。
指導案の作成に関する試験（幼稚園の場合）
教育職員免許状を授与された者ないしは、当該試験の2週間前までに2単位以上の教育実習（養護実習または栄養教育実習を除く）の受講済みの証明が提出できるもの、あるいは3年以上の教員経験を有する者のいずれかに該当する場合は、免除となった。
試験科目の一部免除を申請する者は、教員の普通免許状の授与証明書または普通免許状の写し、卒業証明書または卒業証書の写し、単位習得証明書、実務に関する証明書等の免除事由に該当することを証明する書類を必ず添付する必要がある。（教員の普通免許状または卒業証書等の写しを提出する場合は、学校長または勤務先の長などの、原本に相違ない旨の添え書きのあるものとする。）
なお、上記の各項目に該当する者であっても、「試験科目等の一部免除書類」を提出しない場合は、いかなる理由があっても免除が受けられない。

## 受験者の傾向
教職課程を受けていない人にも門戸を広げている教員資格認定試験だが、受験者の中には教育学部系の学生なども多数いる。
また、平成15年度まで実施されていた「高等学校教員資格認定試験」では実施教科に関連した分野の民間企業などに従事する社会人も多数受験したが合格率は5％前後の低いものであった。
幼稚園教員資格認定試験は幼保一元化を受けてできた制度である。そのため、受験には、保育士として3年以上の従事期間を必要とする。そういった条件もあり、現職の保育士の受験生も数多い。短大卒業以上の学歴があれば一般教養試験を免除となるがこれまでの試験では一般教養試験を受験した受験生の合格率は他の認定試験に比べて極端に低い。

## 備考

### 教員資格認定試験にて免許状の授与を受けた後の変更（上位免許取得）方法
認定試験で幼稚園・小学校の免許状を取得した場合、現職教員であれば、その後の勤務経験により、免許法別表3にて一種への移行が可能である。
また、教員経験が少ない、または無い者が、免許法別表1に基づいて幼稚園または小学校の免許状を変更する場合、施行規則第十条六の第1項が適用され、二種に必要な単位を修得済みと看做される。そのため一種の法定単位と二種の法定単位の差分のみが法定上最低限必要な単位数となる（つまり、教育実習等の単位はあたらめて取得する必要はない。一種にしてから専修免許状に移行する場合も同様）。小学校一種の場合は、教職に関する科目の第4欄が8単位不足するため、それを充当すればよい（ただし大学によってはこの規定に沿った単位修得を認めない場合もある）。

### 介護等の体験について
教員資格認定試験によって、小学校教諭二種免許を取得する場合、原則として介護等の体験は免除されるが、特別支援学校教諭一種免許または小学校教諭二種免許を取得してから、新規に、中学校教諭の免許状を教育職員免許法第5条の規定に基づいて取得する場合は、原則として介護等の体験が必要である。また、この教員資格認定試験によって特別支援学校教諭一種免許を受けた者が、教育職員免許法第5条に基づいて小学校または中学校の教員免許状を取得する場合、特別支援学校教諭の免許状を受けているとしても、介護等の体験が免除されないことがある。このほか、教員資格認定試験で小学校教員免許を取得した者で、大学の科目等履修によって小学校教員免許状を二種から一種に変更する場合、教育職員免許法第5条の規定が適用されるので、原則として介護等の体験が必要である。

### 令和元年東日本台風の試験実施への影響
小学校教員資格認定試験第2次試験（10月13日）について、文部科学省は10月11日付で、2019年度小学校教員資格認定試験実施要領の定めに関わらず、受験予定者全員を受験免除し合格の扱いとする旨発表していたが、同月15日、3次試験の前に「別の方法で評価することを検討中」と改めて発表した。同月24日、代替として、対象者295人にリポートと検定試験を課すと発表、リポートは11月5日消印有効で締め切り、指導案作成などをさせる3次試験を並行して行い、代替試験と3次試験両方を通過した人を最終合格とする。